# آق‌درق جدید (کلیبر)
آق‌درق جدید یکی از روستاهای استان آذربایجان شرقی است که در دهستان پیغان‌چایی بخش مرکزی شهرستان کلیبر واقع شده‌است.تعداد خانوار :حدود 50 خانوار  شغل اصلی اهالی کشاورزی ودامپروری است به دلیل قرار گرفتن در منطقه جغرافیایی کوهستانی  دارای آب وهوایی سرد است.